# Gabriela Puente
Gabriela Puente (Ciudad de Puebla, 24 de marzo de 1973 - ídem, 22 de agosto de 2020) fue una poeta, escritora y analista fílmica mexicana. Ganadora del Premio Navachiste en 2005 por el libro Necrología.

## Biografía
Tuvo una familia convencional. Ella era la mayor de dos hermanas. En su infancia no jugaba con muñecas, prefería los 'carritos'. Le gustaban los deportes, los cuales practicó en la infancia. En la adolescencia comenzó a interesarse por la literatura, quizás por la influencia de Charles Bukowski.
Estudió diseño de interiores y diseño gráfico, lo que la llevó a la pintura y más tarde a la literatura.

### Carrera literaria
Como parte de su formación literaria, participó en talleres, entre ellos el de Capilla Alfonsina, en la Sociedad General de Escritores de México (1998), así como en la Casa del Escritor de Puebla. Cofundó la casa editorial Straza Editores y los talleres plantAlta.
En los talleres de la SOGEM que se impartían en la Ex Penitenciaría de San Javier tuvo como profesor a Enrique Pimentel. Puente desarrolló ahí un estilo de escritura contestatario y crítico del conservadurismo.
Fue becaria del Fondo Estatal para la Cultura y las Artes, Puebla 2005. Asimismo recibió el Premio Interamericano de Poesía Navachiste en 2005 por su obra Necrología.
En 2005, para la presentación de su libro Necrología, realizó un performance representando su propia muerte. Consiguió un ataúd, se representó como un cadáver y fue llevada por amigos a Profética Casa de la Lectura, donde se presentó la obra. Como señala Enrique Delfín:

Llegamos a Profética, habían mandado a arreglar de lirios todo el lugar. Había gente hasta en los balcones. Depositamos el ataúd. Abrimos la tapa, y salió la poeta. Se puso a leer; fue el evento de su vida. Tuvo varias presentaciones, pero esa fue la más exitosa, la gente aplaudió a rabiar y siguió recordando ese performance durante años.

En el año 2007, recibió una mención honorífica en el Premio Nacional de Poesía El Laberinto, y su obra fue publicada en la antología Descifrar el laberinto, editada por Versodestierro.
Durante varios años, se encargó de programar la cartelera de cine para el Instituto Municipal de Arte y Cultura de Puebla (IMACP), y también participó en el espacio cultural Duermevela.

### Muerte
Gabriela Puente falleció el 22 de agosto de 2020, debido a la esclerosis lateral amiotrófica que padecía desde hacía varios años. Tras la noticia de su muerte, diversas instituciones culturales, entre ellas Coordinación Nacional de Literatura del INBAL, expresaron sus condolencias.
En octubre de 2020, la Galería Experimental Liliput realizó una convocatoria de arte postal, como homenaje a Gabriela Puente. El título de la convocatoria es I Convocatoria Internacional de Arte Postal La Muerte es un Sueño. Las obras convocadas se convertirían en documentos de la galería y en un fanzine.

## Obra
Lista de libros:
- Quejas y garabatos (2003) en colaboración el artista plástico José Bayro (Editorial Grafimágen, 2003)[1]
- Destrazadero (cuadernos de los ya nimodos) (Straza Editores, 2005)[11][12]
- Necronología (Guasave, Sinaloa: Consejo Nacional para la Cultura y las Artes, 2006)[12]
- papel/era (Universidad de las Américas Puebla, 2006)[13][14][1]
- Patadas bajo la mesa (Anónimo Drama Ediciones, 2008)[15]
- bitácora del mundo de los imposibles (Instituto Municipal de Arte y Cultura de Puebla, BUAP, 2010)[3][1]

### Antologías
- Confluencias en México: palabra y género (Benemérita Universidad Autónoma de Puebla, 2007)[16][17]
- Descifrar el laberinto: compendio de poesía (Versodestierro, Las orquídeas polémicas, 2007)[6]
- La muerte es un sueño (Benemérita Universidad Autónoma de Puebla e Instituto Municipal de Arte y Cultura de Puebla, 2009)[18]
- Volcanes. Explosiones de poblanidad (Instituto Municipal de Arte y Cultura de Puebla, 2010)[19]